# Ono (Fukui)
Ōno (大野市; -shi) é uma cidade japonesa localizada na província de Fukui.
Em 2003 a cidade tinha uma população estimada em 38 114 habitantes e uma densidade populacional de 70,59 h/km². Tem uma área total de 539,92 km².
Recebeu o estatuto de cidade a 1 de Julho de 1954.

## Cidades-irmãs
- Koga, Japão
- Minamiawaji, Japão
- Itoigawa, Japão
- Kuzumaki, Japão
- Shinhidaka, Japão
- Ningbo, China